# Caseína

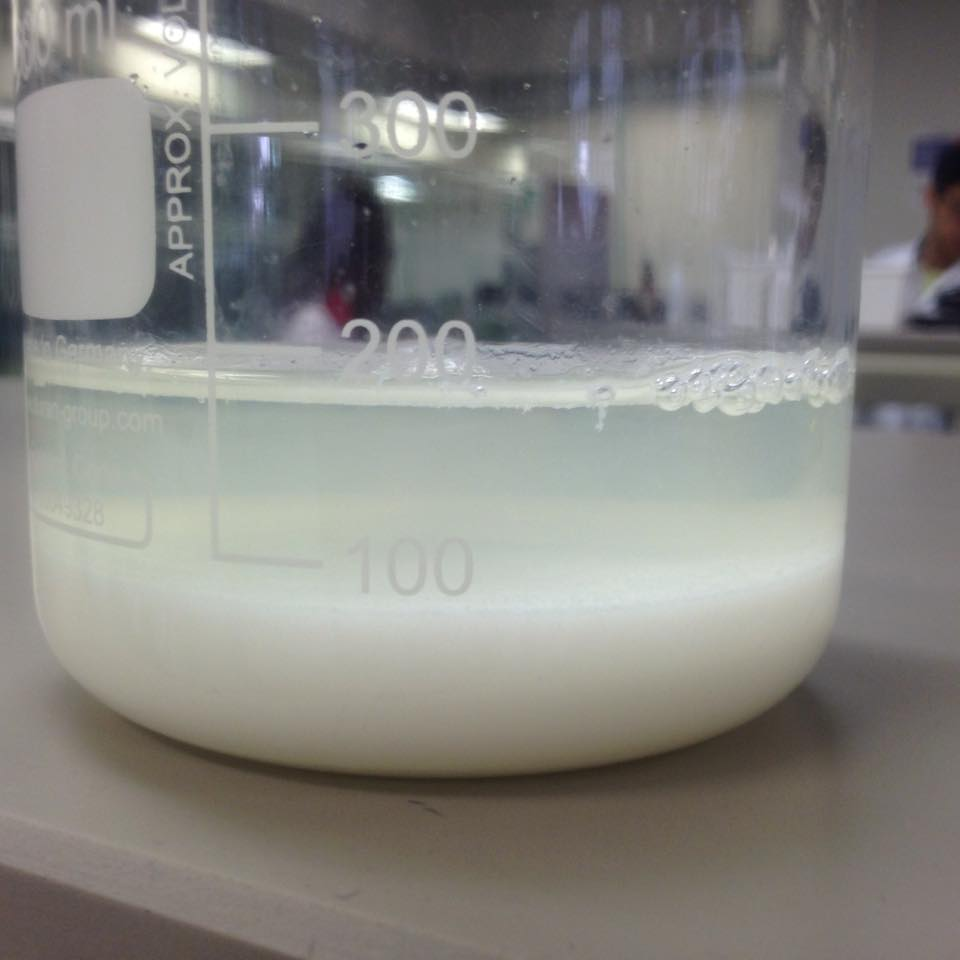
La desnaturalización y precipitación de la caseína de la leche, después de calentarla.

La caseína (del latín caseus, «queso») es una fosfoproteína (un tipo de heteroproteína) presente en la leche y en algunos de sus derivados (productos fermentados como el yogur o el queso). En la leche, se encuentra asociada al calcio (fosfato de calcio), formando agregados que se denominan micelas de caseína. La tabla 1 recoge el contenido de esta proteína en la leche de distintas especies de mamíferos.
| componente                      | especie | especie | especie | especie |
| componente                      | humana  | bovina  | ovina   | caprina |
| ------------------------------- | ------- | ------- | ------- | ------- |
| proteínas (% del total lácteo)  | 1,3-1,5 | 3,2-3,5 | 5,4-6,0 | 3,1-4,0 |
| caseínas (% del total proteico) | 44,9    | 82,5    | 84,8    | 81,3    |

De los datos de dicha tabla se deduce que la leche de la especie humana no solo contiene menor proporción de proteínas, sino que además contiene menos cantidad de caseínas que las restantes especies.

## Características de las caseínas

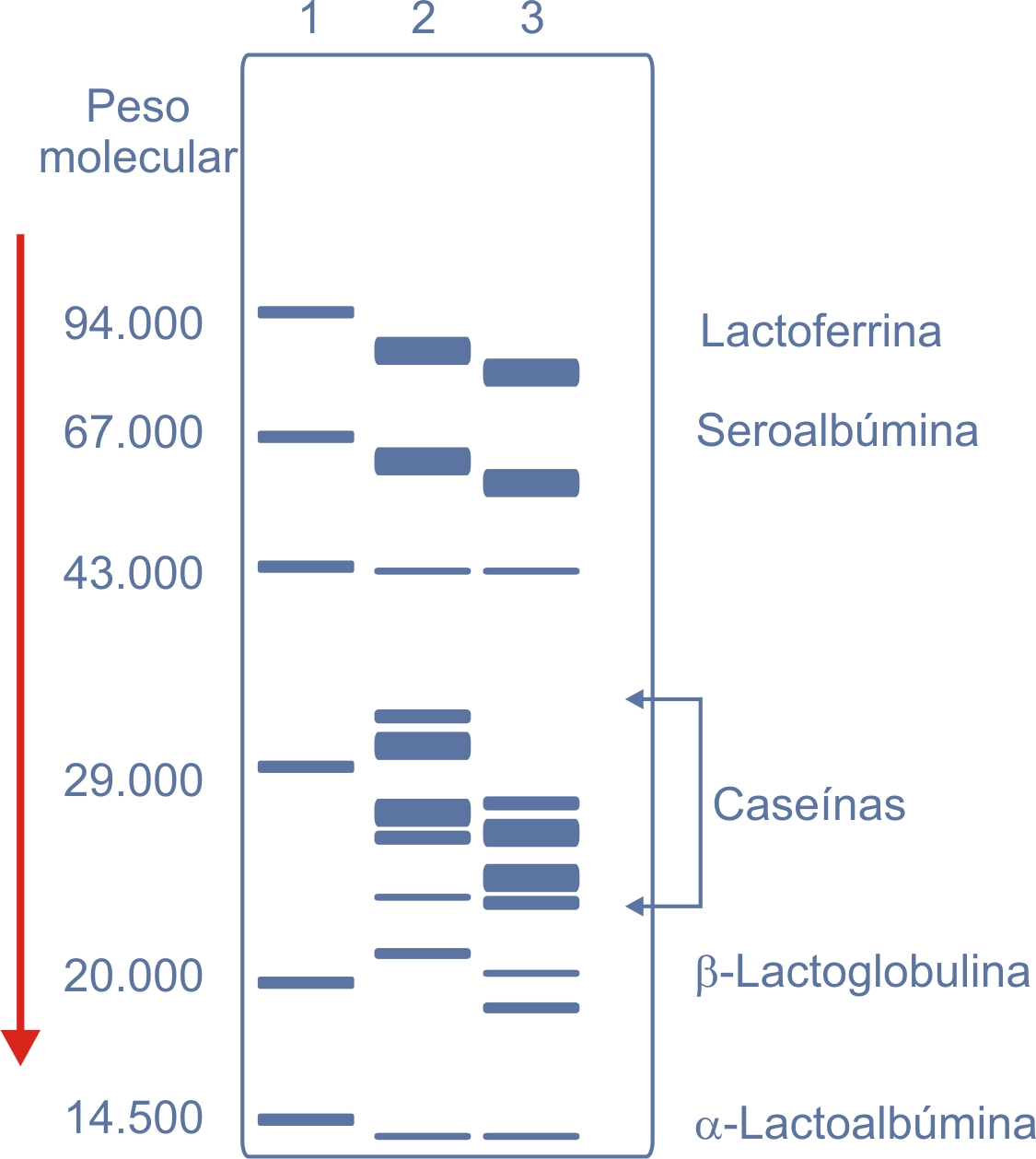
Figura 1. Patrón de electroforesis que se obtiene con las proteínas lácteas procedentes de las especies humana (calle 2) y bovina (calle 3). La calle 1 muestra las proteínas de referencia para los pesos moleculares y la flecha indica el sentido de migración de las proteínas. Se ha elaborado a partir de datos de diversas fuentes bibliográficas.^{,}^{,}.

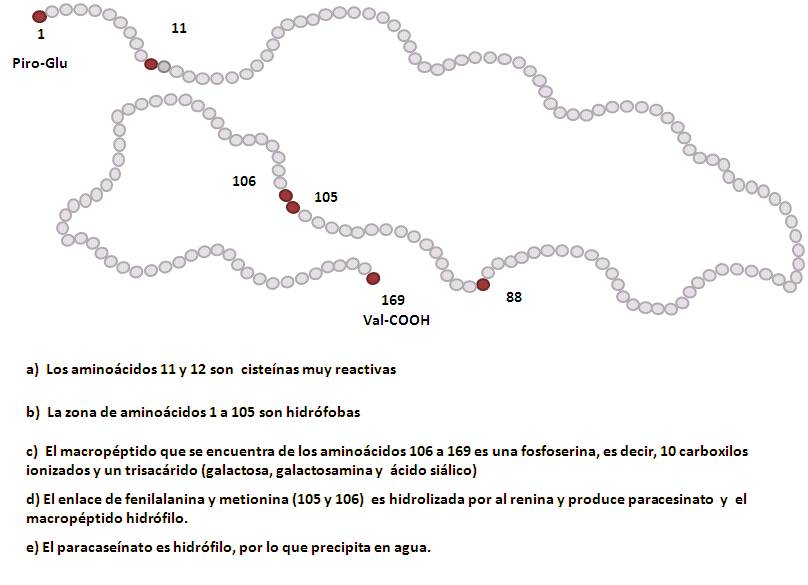
Figura 2. Estructura primaria de la κ-caseína bovina.

Las caseínas son un conjunto heterogéneo de proteínas, por lo que es difícil fijar una definición. Sin embargo, todas las proteínas englobadas en lo que se denomina caseína tienen una característica común: precipitan cuando se acidifica la leche a pH 4,6. Por ello, a la caseína también se le suele denominar proteína insoluble de la leche. Por otra parte, y aunque las proteínas que se denominan caseínas son específicas de cada especie, se clasifican en los siguientes grandes grupos de acuerdo con su movilidad electroforética: αs1-caseína, αs2-caseína, β-caseína y κ-caseína (véase la figura 1). Esta última es de especial interés en la industria quesera, ya que su hidrólisis enzimática por el cuajo (la enzima quimosina) reduce la hidrofilicidad de las micelas de caseína y produce su agregación. Al fragmento de caseína k que se mantienen en la micela se le conoce como  para-κ-caseína.   

### Química y física de las caseínas
A diferencia de muchas otras proteínas, las caseínas no precipitan fácilmente por acción del calor, dado que, al ser ricas en prolina, tienen pocos tramos con estructura primaria definida. A pH ácido las micelas pierden su carga y su capacidad de repelerse, y las caseínas se agregan. Cuando se obtiene industrialmente, este material se le llama caseína ácida. La coagulación mediada por la acidificación es el proceso que se produce en los yogures. En la cuajada se produce la coagulación enzimática. En los quesos, dependiendo del tipo, se puede producir una combinación de ambos efectos.
Las características de las caseínas de la leche de vaca se resumen en la tabla 2. La secuencia aminoacídica (ver Figura 2) de la caseína contiene un número inusual de residuos del aminoácido prolina: entre 10 en la αs2-caseína y 35 en la β-caseína. Las caseínas son relativamente hidrofóbicas (poco solubles en agua).
Otro dato interesante, utilizado para separar las caseínas del resto de las proteínas lácteas mediante su precipitación, es que su punto isoeléctrico (pI) promedio es de 4,6. A este pH, las caseínas se encuentra en su punto de menor solubilidad debido a la reducción de las repulsiones intermoleculares, por lo que precipitan (coloquialmente, se dice que coagulan). Ahora bien, el pH es diferente para cada una de las fracciones caseínicas, ya que varía entre el 4,44-4.97, para la αs1-caseína, y el 5,3-5,8, en la variante genética B de la κ-caseína.
| Característica               | caseína         | caseína | caseína         | caseína         |
| Característica               | αs1             | αs2     | β               | κ               |
| ---------------------------- | --------------- | ------- | --------------- | --------------- |
| Concentración en leche (g/L) | 12-15           | 3-4     | 9-11            | 2-4             |
| Variantes genéticas          | B y C           | A       | A1 y A²         | A y B           |
| Masa molecular               | 23.545 - 23.615 | 25.226  | 23.983 - 24.023 | 19.006 - 19.037 |
| Punto isoeléctrico (pI)      | 4,44 - 4,76     | ...     | 4,83 - 5,07     | 5,45 - 5,77     |
| Restos de aminoácidos (n.º)  | 199             | 207     | 209             | 169             |

### Estructura micelar de las caseínas

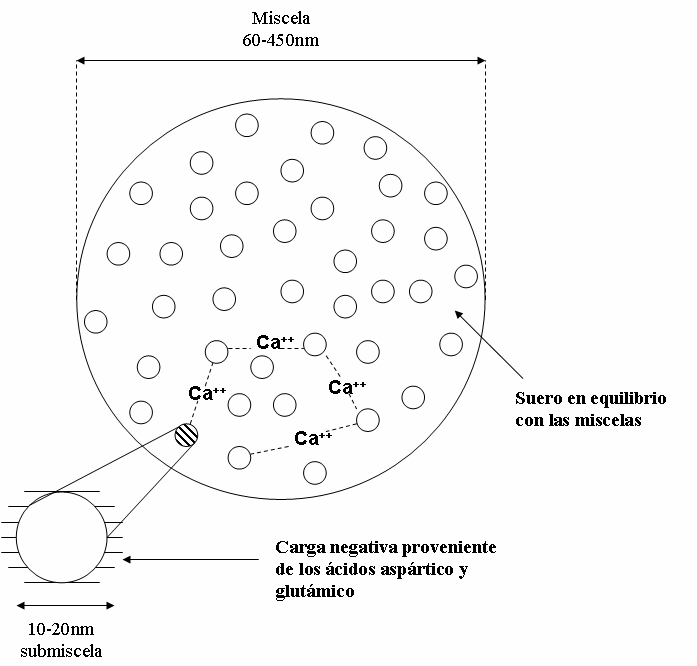
Figura 3. Estructura propuesta para una micela de caseína.

Las caseínas interaccionan entre sí formando una dispersión coloidal que consiste en partículas esféricas llamadas micelas (ver Figura 3) con un diámetro que suele variar entre 60 y 450 nm, con un promedio de 130 nm. A pesar de la abundante literatura científica sobre la posible estructura de una micela, no hay consenso sobre el tema.

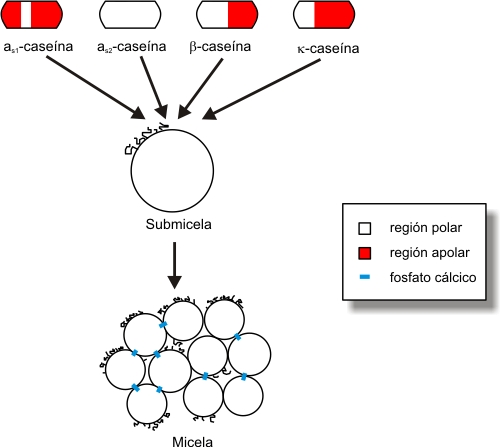
Figura 4. Estructura propuesta para la organización de las micelas de caseína a partir de unas subunidades denominadas submicelas.

Se han propuesto diversos modelos fisicoquímicos de organización de las micelas, en los que estas se encuentran a su vez constituidas por subunidades (submicelas), con un diámetro de entre 10 y 20 nm (véase la Figura 4). En tales modelos se considera que las subunidades se enlazan entre sí gracias a los iones de calcio. Se sugiere que el fosfato de calcio se une a los grupos NH2- de la lisina; el calcio interacciona con el grupo carboxilo ionizado (COO-). Las submicelas se constituyen a partir de la interacción constante entre las caseínas α, β y κ. Hay que resaltar la función de la κ-caseína para estabilizar las micelas, especialmente contra la precipitación de las otras fracciones proteínicas por la acción del calcio o de los enzimas. En todos estos se establece que las unidades hidrófobas entre las moléculas de proteínas aseguran la estabilidad de la micela.

## Usos y aplicaciones

### Alimentario
Se usa como adhesivo en la elaboración de productos alimentarios (derivados lácteos y cárnicos, panes y productos de repostería, etc.). 
En la alimentación especial, la caseína sirve para la elaboración de preparados médicos y concentrados proteicos destinados a la alimentación de los deportistas, especialmente después de su entrenamiento. Así, se ha observado que la digestión de las caseínas es más lenta que la de las lactoproteínas solubles (también denominadas seroproteínas) y, por ello, más apropiada para reparar el anabolismo de los aminoácidos durante el período que sigue a una comida.
El yogur es una fuente natural de caseína, ya que esta proteína, presente en la leche, se conserva durante el proceso de fermentación. De hecho, la acidificación inducida por las bacterias lácticas provoca la coagulación de la caseína, lo que contribuye a la textura característica del yogur.

### Industrial
Se utiliza en la elaboración pegamentos y pinturas, cubiertas protectoras, plásticos (véase la tabla 3).
Sus usos tecnológicos son la clarificación de vinos o como ingrediente en preparados de biología molecular y microbiología (medios enriquecidos para el cultivo microbiano).
| Producto    | Propiedad                                                     | Aplicación                                                                                  |
| ----------- | ------------------------------------------------------------- | ------------------------------------------------------------------------------------------- |
| Envoltura   | - Capacidad de formar películas - Adherencia                  | - Pintura - Tinta - Papel - Embalaje - Acabado del cuero - Envoltura textil                 |
| Adhesivo    | - Manejabilidad - Fuerza de adhesión - Resistencia al agua    | - Cola con base acuosa                                                                      |
| Plástico    | - Buen procesado - Resistencia mecánica - Resistencia al agua | - Plástico rígido - Plástico desechable - Fibra - Película/lámina de envoltura en embalajes |
| Surfactante | - Tensión superficial - Estabilidad de interfase              | - Emulgente, detergente                                                                     |